# Deparia prolifera
Deparia prolifera är en majbräkenväxtart som först beskrevs av Georg Friedrich Kaulfuss, och fick sitt nu gällande namn av William Jackson Hooker och Grev. Deparia prolifera ingår i släktet Deparia och familjen Athyriaceae. Inga underarter finns listade.